# 関水賢司
関水 賢司（せきみず けんじ、1949年3月11日 - 2020年8月14日）は、日本の実業家。全国農業協同組合連合会代表理事理事長や、全農ビジネスサポート代表取締役社長を務めた。

## 人物・経歴
東北大学経済学部卒業。1975年全国農業協同組合連合会入会。2000年総合企画部次長。2002年総合企画部長。2003年常務理事。2005年代表理事理事長。2007年に退任後は、全農ビジネスサポート代表取締役社長や、全農青果サービス取締役等を務めた。